# Hitchin
Hitchin es una ciudad de mercado situada en el distrito de North Hertfordshire, en el condado de Hertfordshire, Inglaterra, Reino Unido. En el censo de 2011 contaba con una población de 33.350 habitantes.

## Hijos célebres
- James Bay (n.1990) Cantante de moda